# Референдумы в Швейцарии (1887)
Референдумы в Швейцарии проходили 15 мая и 10 июля 1887 года. На майском референдуме был одобрен федеральный закон об алкогольной продукции 65,9% голосов избирателей. На июльском референдуме поправка к Статье 64 Конституции была одобрена 77,9% голосов и большинством кантонов.

## Избирательная система
Референдум по алкогольной продукции был факультативными и требовал для одобрения лишь большинство голосов избирателей. Конституционный референдум был обязательным, для его одобрения было необходимо двойное большинство.

## Результаты

### Федеральный закон об алкогольной продукции
| Выбор                                | Голосов | %    |
| ------------------------------------ | ------- | ---- |
| За                                   | 267 122 | 65,9 |
| Против                               | 138 496 | 34,1 |
| Недействительных/пустых бюллетеней   |         | –    |
| Всего                                | 405 618 | 100  |
| Зарегистрированных избирателей/ Явка | 649 494 |      |
| Источник: Nohlen & Stöver            |         |      |

### Статья 64 Конституции
| Выбор                                | Общее голосование | Общее голосование | Кантоны | Кантоны | Кантоны |
| Выбор                                | Голосов           | %                 | Полных  | Полу-   | Всего   |
| ------------------------------------ | ----------------- | ----------------- | ------- | ------- | ------- |
| За                                   | 203 506           | 77,9              | 18      | 5       | 20,5    |
| Против                               | 57 862            | 22,1              | 1       | 1       | 1,5     |
| Недействительных/пустых бюллетеней   | 12 978            | –                 | –       | –       | –       |
| Всего                                | 274 346           | 100               | 19      | 6       | 22      |
| Зарегистрированных избирателей/ Явка | 647 071           | 42,4              | –       | –       | –       |
| Источник: Nohlen & Stöver            |                   |                   |         |         |         |